# 万安大长公主
万安大长公主，中国五代十国后梁太祖朱温妹妹，后梁建立后追封为公主。
朱氏嫁给袁敬初，袁敬初在后梁任太府卿、驸马都尉。863年或864年，生子袁象先，袁象先官居宣武军内外马步军都指挥使。朱氏初封沛郡太君，后去世，后梁建立后于开平年间追封为长公主。太祖为儿子郢王朱友所杀，朱友珪夺位，袁象先助朱友珪嫡弟均王朱友贞诛杀朱友珪，朱友贞登基为末帝。末帝贞明年间，追封朱氏为万安大长公主。